# Piekarówka
Piekarówka – część wsi Wyżne w Polsce, położona w województwie podkarpackim, w powiecie strzyżowskim, w gminie Czudec.
Dawniej samodzielna miejscowość i gmina jednostkowa.
W latach 1975–1998 miejscowość administracyjnie należała do województwa rzeszowskiego.